# Oscar Pizarro
Oscar Pizarro (...) è un astronomo cileno.
Il Minor Planet Center gli accredita la scoperta dell'asteroide 2567 Elba effettuata il 19 maggio 1979 in collaborazione con il fratello Guido Pizarro.
Gli è stato dedicato, congiuntamente con il fratello con cui lavorava all'Osservatorio di La Silla, l'asteroide 4609 Pizarro.